# Abraxas pantherata
Abraxas pantherata är en fjärilsart som beskrevs av Moritz Balthasar Borkhausen 1794. Abraxas pantherata ingår i släktet Abraxas och familjen mätare. Inga underarter finns listade i Catalogue of Life.